# Filippo Nogarin
Filippo Nogarin (né le 4 septembre 1970 à Livourne) est un homme politique italien, membre de Mouvement 5 étoiles, maire de Livourne de 2014 à 2019.